# Todd Field

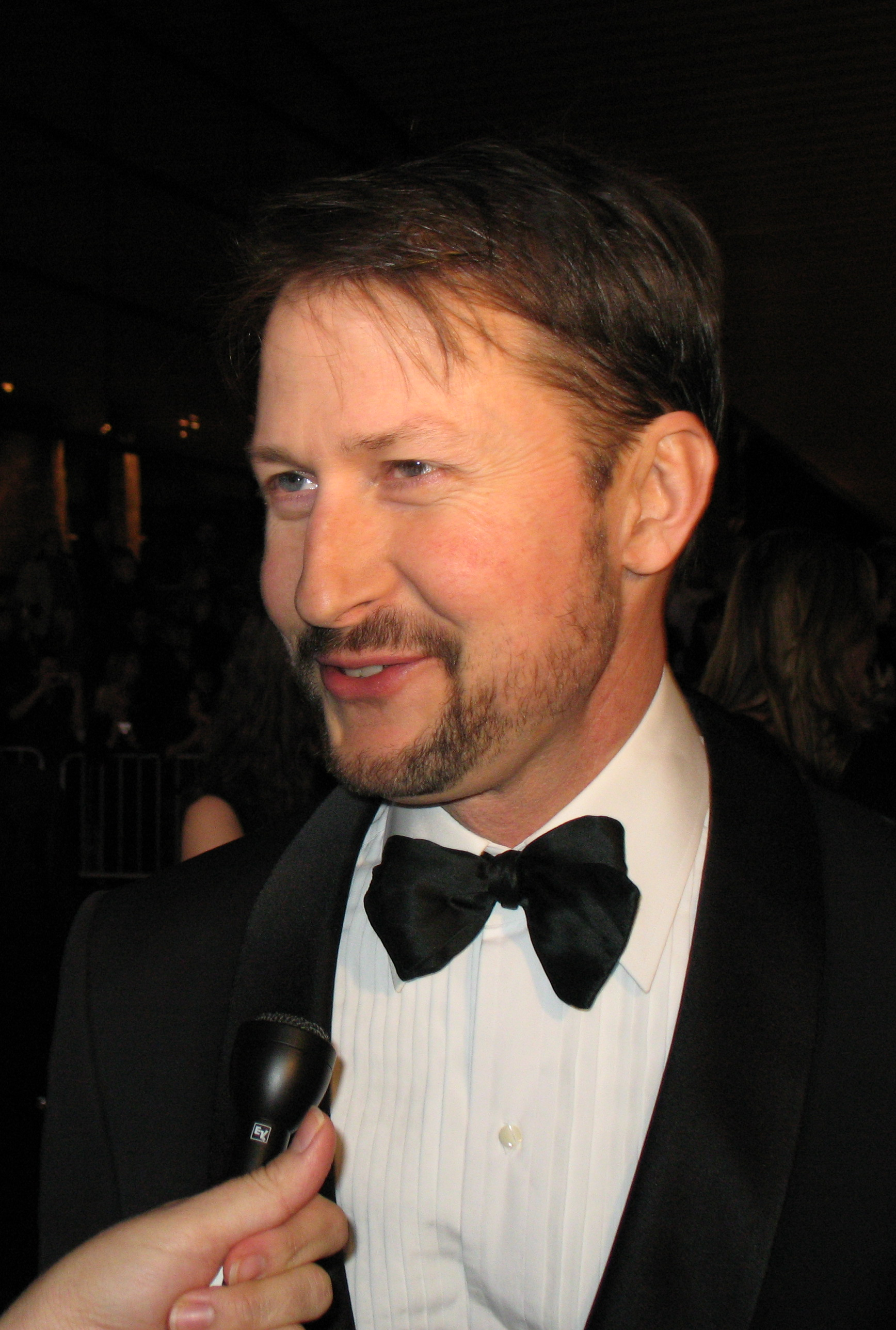
Todd Field 2007.

William Todd Field, född 24 februari 1964 i Pomona, Kalifornien, är en amerikansk skådespelare, manusförfattare och regissör.

## Filmografi i urval
- 1987 – Radio Days
- 1993 – Ruby in Paradise
- 1996 – Twister
- 1999 – Eyes Wide Shut
- 1999 – The Haunting
- 2001 – In the Bedroom (manus och regi)
- 2006 – Little Children
- 2022 – Tár